# Goonalli, Bidar
Goonalli là một làng thuộc tehsil Bidar, huyện Bidar, bang Karnataka, Ấn Độ.